# Соболев, Виктор Васильевич (депутат)
Виктор Васильевич Соболев (род. 28 ноября 1973 года) — российский политик. Депутат Государственной думы Федерального собрания Российской Федерации VI созыва. Член фракции Политической партии «ЛДПР».

## Биография
Обучался в Иркутском государственном лингвистическиом университете, на специальности романская филология — испанский и английский языки (неполное высшее). Окончил Русский институт управления города Москва по специальности — юриспруденция. Окончил Российскую Академию государственной службы при Президенте РФ по программе «Парламентаризм», квалификация «специалист по парламентской деятельности»). Получил дополнительное образование в Академии народного хозяйства при Правительстве РФ по специализации экономическая, финансово-кредитная и налоговая политика государства. Прошел семинары по организации избирательных кампаний и подготовки наблюдателей.
С 1995 по 1999 год работал в Республике Хакасия, заместителем директора ООО «КВС» по коммерческим и юридическим вопросам.
С 1999 по 2000 в Республике Хакасия, управляющий комплекса «Центральный».
С 2000 по 2007 работал в общественно-политических организациях г. Москвы.
В 2000 году руководил избирательным штабом по выборам Президента РФ в городе Черногорске, Республики Хакасия.
С 2000 по 2002 Руководил общественной приемной при администрации города Черногорска, Республики Хакасия.